# Sincronia i diacronia
La sincronia i la diacronia són dos punts de vista complementaris en l'anàlisi lingüística. Un enfocament sincrònic (del grec antic: συν- "junts" i χρόνος "temps") considera una llengua en un punt específic en el temps sense tenir en compte la seva història. La lingüística sincrònica té com a objectiu descriure una llengua en un moment concret, sovint el present. En canvi, un enfocament diacrònic (de δια- "a través" i χρόνος "temps"), com en la lingüística històrica, té en compte el desenvolupament i l'evolució d'una llengua a través de la història.
Per exemple, l'estudi de l'anglès mitjà (quan la matèria es limita temporalment a una forma prou homogènia) és sincrònic, centrat a comprendre com funciona en conjunt un punt concret de la història de l'anglès. L'aproximació diacrònica, en canvi, estudia el canvi lingüístic comparant-ne els diferents punts. Els termes sincronia i diacronia s'associen sovint amb el lingüista històric Ferdinand de Saussure, que considerava la perspectiva sincrònica com a sistemàtica. Tot i això, argumentava que el canvi lingüístic és massa impredictible per ser considerat un sistema.

## Desenvolupament conceptual
Els conceptes de sincronia i diacronia van ser teoritzats pel lingüista suís Ferdinand de Saussure, professor de lingüística general a Ginebra des de 1896 fins a 1911, i van aparèixer per escrit al seu Curs pòstum de lingüística general publicat el 1916.
Els professors de lingüística històric-comparativa i reconstructiva de Saussure com Georg Curtius van defensar, a través del manifest neogramàtic, el concepte segons el qual el canvi lingüístic es basa en lleis absolutes. D'aquesta manera, es va argumentar que les llengües antigues de les quals no ha sobreviscut cap mena de registre es podrien reconstruir sense problemes amb el descobriment d'aquestes lleis. En contradicció amb els seus predecessors, Saussure va demostrar amb múltiples exemples al seu Curs que aquestes suposades lleis no són prou fiables per permetre reconstruccions més enllà de les dades empíriques. Per tant, segons Saussure, el canvi lingüístic (diacronia) no forma un sistema. Per contra, cada etapa sincrònica es manté unida per un equilibri sistèmic basat en la interconnexió de significat i forma. Per entendre per què una llengua té les formes que té en un moment determinat, cal tenir en compte tant la dimensió diacrònica com la sincrònica.
Saussure també va rebutjar la idea dels lingüistes darwinistes August Schleicher i Max Müller que consideraven les llengües com a organismes vius: argumentava que la lingüística pertany al camp de la biologia. Saussure il·lustra el desenvolupament històric del llenguatge mitjançant la seva distinció entre la perspectiva sincrònica i la diacrònica utilitzant les pel·lícules com a metàfora. Tot i que els objectes en una pel·lícula semblen moure's, quan ens hi fixem bé aquest fet resulta ser una il·lusió, ja que cada imatge és estàtica ("sincrònica") i no hi ha res entre imatge i imatge excepte un espai en blanc. De manera semblant, la "vida" del llenguatge (dit de manera simple, el canvi lingüístic) consisteix en una sèrie de punts estàtics, que són físicament independents de l'etapa anterior. Tenint tot això en compte, Saussure adverteix que s'ha de tenir cura de no confondre sincronia i diacronia i expressa els seus dubtes de què aquests dos conceptes es puguin estudiar de forma conjunta.

Després de la publicació pòstuma del Curs de Saussure, la separació de la lingüística sincrònica i diacrònica va tornar-se un tema controvertit i va ser rebutjat pels lingüistes estructurals com Roman Jakobson i André Martinet. D'altra banda, però, va ser ben rebuda pels gramàtics generatius, que van considerar l'afirmació de Saussure com un rebuig general del mètode històric-comparatiu. Dins del camp de la lingüística Americana, Saussure va ser considerat un opositor de la lingüística històrica. El 1979, Joseph Greenberg va declarar
"Un dels desenvolupaments més destacables de la lingüística de l'última dècada ha estat un interès revifat i, aparentment, encara en expansió per la lingüística històrica (...) Com a mínim, l'estricta separació dels estudis sincrònics i diacrònics (concebuda per Saussure, però mai plenament aplicada a la pràctica) és ara extensament rebutjada".
Per contra, Mark Aronoff argumenta que Saussure va arrelar la teoria lingüística en estats sincrònics en lloc de diacrònics trencant una tradició d'explicació evolutiva en lingüística del segle xix.
Una contraposició dualista entre sincronia i diacronia ha estat traslladada a la filosofia i la sociologia, per exemple per Roland Barthes i Jean-Paul Sartre. Jacques Lacan també l'utilitzava en psicoanàlisi. Abans de Saussure, lingüistes polonesos com Jan Baudouin de Courtenay i Mikołaj Kruszewski de l'escola de Kazan ja van desenvolupar independentment molts conceptes similars. Ells utilitzaven els termes estàtica i dinàmica del llenguatge.
El 1970 Eugenio Coșeriu, després de revisar la diferència entre sincronia i diacronia de De Saussure en la descripció del llenguatge, va encunyar els termes diatòpic, diastràtic i diafàsic per descriure la variació lingüística.